# 페테르스쥐
페테르스쥐(Mus setulosus)는 쥐과 생쥐속에 속하는 설치류의 일종이다. 베넹과 카메룬, 중앙아프리카공화국, 콩고, 콩고민주공화국, 코트디부아르, 적도기니, 에티오피아, 가봉, 가나, 기니, 케냐, 라이베리아, 나이지리아, 시에라리온, 토고, 우간다에서 발견된다. 자연 서식지는 아열대 또는 열대 기후 지역의 건조림과 건조 사바나 지역이다.